# Buteo platypterus
Buteo platypterus là một loài chim trong họ Accipitridae.

## Hình ảnh

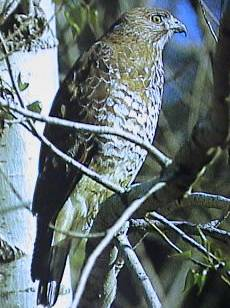
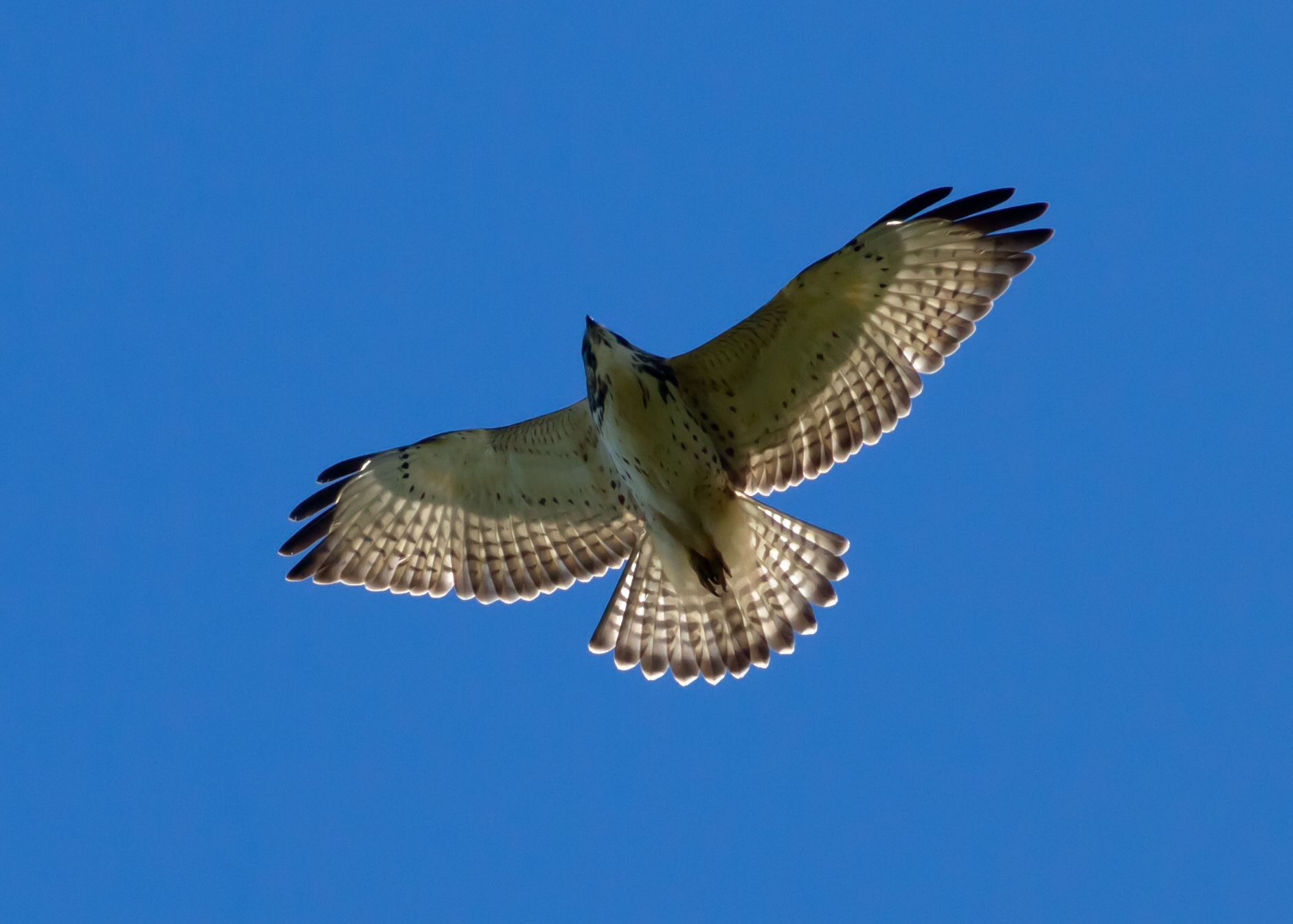
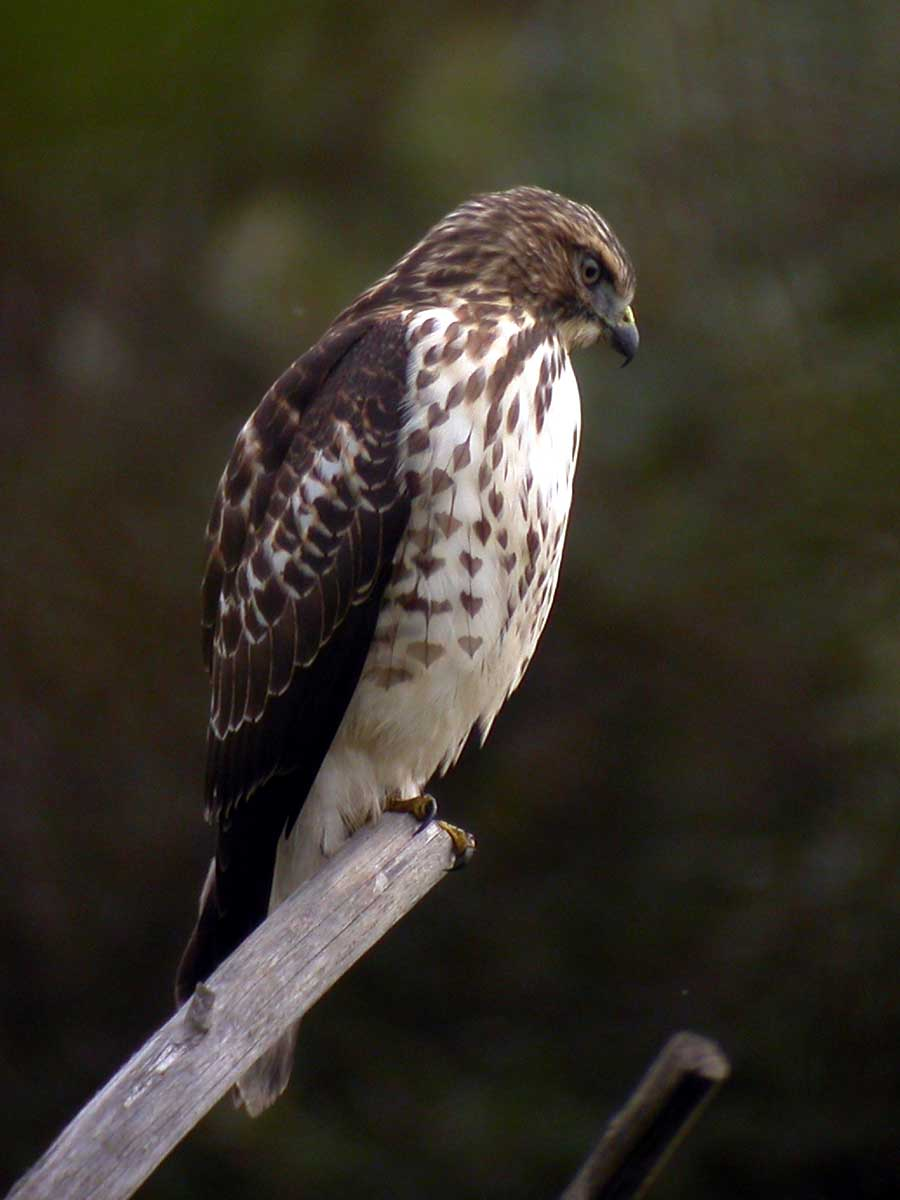